# Lumbrineris platypygos
Lumbrineris platypygos är en ringmaskart som beskrevs av Fauchald 1970. Lumbrineris platypygos ingår i släktet Lumbrineris och familjen Lumbrineridae. Inga underarter finns listade i Catalogue of Life.